# Libertas Trogylos Basket 2013-2014
La stagione 2013-2014 della Libertas Trogylos Basket è stata la ventottesima consecutiva disputata in Serie A1 femminile.
Sponsorizzata dalla Bricocenter, la società siracusana si è classificata all'undicesimo posto e penultimo nella massima serie.

## Verdetti stagionali
Competizioni nazionali
- Serie A1:

stagione regolare: 11º posto su 12 squadre (3-17).

## Rosa
| Giocatrici |
| ---------- |

| N° | Naz.                | Ruolo | Sportivo             | Anno | Alt. |  |
| -- | ------------------- | ----- | -------------------- | ---- | ---- |  |
| 5  | Italia (bandiera)   | PG    | Susanna Bonfiglio    | 1974 | 178  |  |
| 7  | Italia (bandiera)   | PG    | Ilaria Milazzo       | 1994 | 172  |  |
| 8  | Italia (bandiera)   | PG    | Valentina Donvito    | 1978 | 177  |  |
| 9  | Croazia (bandiera)  | AC    | Iva Grbas            | 1987 | 188  |  |
| 12 | Italia (bandiera)   | G     | Antonella Terranella | 1994 |      |  |
| 13 | Italia (bandiera)   | C     | Chiara Gambuzza      | 1993 | 185  |  |
| 15 | Bulgaria (bandiera) | C     | Aleksandra Delčeva   | 1987 | 202  |  |
| 16 | Italia (bandiera)   | G     | Chiara Vinci         | 1993 |      |  |

| Staff tecnico                                  |
| ---------------------------------------------- |
| Allenatore: Santino Coppa                      |
| Vice allenatore: Aldo Gierardini               |
| Addetti statistiche : Corrado Esposito         |
| Fisioterapisti: Mario Quartararo e Ugo Sortino |
| Medici sociali: Matteo Fucile                  |
| Addetto arbitri: Sebastiano Costanzo           |

| Giocatrici acquisite a stagione in corso |
| ---------------------------------------- |

| N° | Naz.                   | Ruolo | Sportivo                        | Anno | Alt. |  |
| -- | ---------------------- | ----- | ------------------------------- | ---- | ---- |  |
| 4  | Serbia (bandiera)      | P     | Marija Erić (dal 17 nov.)       | 1983 | 164  |  |
|    | Italia (bandiera)      | G     | Simona Ballardini (dal 1º gen.) | 1981 | 183  |  |
| 19 | Stati Uniti (bandiera) | AC    | Amanda Dowe (dal 29 gen.)       | 1991 | 193  |  |

| Giocatrici cedute a stagione in corso |
| ------------------------------------- |

| N° | Naz.              | Ruolo | Sportivo                          | Anno | Alt. |  |
| -- | ----------------- | ----- | --------------------------------- | ---- | ---- |  |
|    | Italia (bandiera) | G     | Lucrezia Zanetti (fino al 4 dic.) | 1997 | 174  |  |

| Under aggregate alla prima squadra |
| ---------------------------------- |

| N° | Naz.              | Ruolo | Sportivo            | Anno | Alt. |  |
| -- | ----------------- | ----- | ------------------- | ---- | ---- |  |
|    | Italia (bandiera) | G     | Federica Vicario    | 1996 |      |  |
|    | Italia (bandiera) | G     | Giada Vaccaro       | 1998 | 165  |  |
| 10 | Italia (bandiera) | A     | Benedetta Morabito  | 1997 | 180  |  |
| 19 | Italia (bandiera) | C     | Virginia Quadarella | 1995 | 189  |  |

## Dirigenza
La dirigenza è composta da:
- Presidente e dirigente accompagnatore: Nicolò Natoli
- Vicepresidenti: Salvatore Limeri
- Segretario: Mario Esposito
- Dirigente responsabile: Fabrizio Milani
- Addetto stampa: Nadia Germano
- Resp. Internet: Corrado Acillaro
- Responsabile settore giovanile: Sofia Vinci

## Statistiche
| Giocatrice            | Partite | Partite | Partite | Pun | Min. | Falli | Falli | Tiri da 2 | Tiri da 2 | Tiri da 2 | Tiri da 3 | Tiri da 3 | Tiri da 3 | Tiri Liberi | Tiri Liberi | Tiri Liberi | Rimbalzi | Rimbalzi | Rimbalzi | Stopp. | Stopp. | Palle | Palle | Ass | Val. | Val. | A+dP |
| Giocatrice            | Pr      | PG      | SF      | Pun | Min. | C     | S     | R         | T         | %         | R         | T         | %         | R           | T           | %           | O        | D        | T        | D      | S      | P     | R     | Ass | Lega | OER  | A+dP |
| --------------------- | ------- | ------- | ------- | --- | ---- | ----- | ----- | --------- | --------- | --------- | --------- | --------- | --------- | ----------- | ----------- | ----------- | -------- | -------- | -------- | ------ | ------ | ----- | ----- | --- | ---- | ---- | ---- |
| Milazzo Ilaria        | 21      | 21      | 21      | 283 | 757  | 68    | 83    | 65        | 163       | 39,9      | 31        | 105       | 29,5      | 60          | 68          | 88,2        | 12       | 43       | 55       |        | 10     | 58    | 47    | 33  | 185  | 0,83 | 22   |
| Donvito Valentina     | 18      | 17      | 16      | 257 | 615  | 34    | 71    | 77        | 183       | 42,1      | 16        | 62        | 25,8      | 55          | 79          | 69,6        | 29       | 68       | 97       |        | 18     | 68    | 35    | 24  | 188  | 0,67 | -9   |
| Eric Marija           | 17      | 17      | 17      | 222 | 637  | 48    | 93    | 39        | 91        | 42,9      | 31        | 83        | 37,3      | 51          | 65          | 78,5        | 5        | 38       | 43       |        | 5      | 51    | 26    | 46  | 208  | 0,82 | 21   |
| Ballardini Simona     | 11      | 11      | 8       | 134 | 357  | 34    | 44    | 28        | 57        | 49,1      | 18        | 50        | 36,0      | 24          | 31          | 77,4        | 4        | 38       | 42       | 1      | 4      | 27    | 18    | 16  | 122  | 0,84 | 7    |
| Bonfiglio Susanna     | 16      | 12      | 9       | 74  | 293  | 16    | 16    | 27        | 63        | 42,9      |           |           |           | 20          | 21          | 95,2        | 2        | 63       | 65       | 1      |        | 18    | 13    | 11  | 109  | 0,64 | 6    |
| Delcheva Aleksandra   | 15      | 15      | 15      | 66  | 463  | 39    | 13    | 30        | 73        | 41,1      | 0         | 1         | 0,0       | 6           | 12          | 50,0        | 36       | 75       | 111      |        | 4      | 24    | 8     | 1   | 82   | 0,60 | -15  |
| Dowe Amanda Nicole    | 6       | 6       | 6       | 58  | 234  | 13    | 10    | 26        | 53        | 49,1      |           |           |           | 6           | 8           | 75,0        | 30       | 42       | 72       | 1      |        | 21    | 6     | 1   | 85   | 0,72 | -14  |
| Grbas Iva             | 14      | 7       | 5       | 44  | 168  | 11    | 10    | 15        | 38        | 39,5      | 1         | 15        | 6,7       | 11          | 13          | 84,6        | 3        | 29       | 32       |        | 5      | 12    | 5     | 3   | 27   | 0,33 | -4   |
| Gambuzza Maria Chiara | 21      | 18      | 4       | 24  | 322  | 44    | 13    | 9         | 48        | 18,7      | 1         | 4         | 25,0      | 3           | 6           | 50,0        | 10       | 25       | 35       | 1      | 2      | 21    | 7     | 2   | -30  | 0,23 | -12  |
| Terranella Antonella  | 21      | 16      | 4       | 20  | 264  | 17    | 7     | 10        | 34        | 29,4      | 0         | 13        | 0,0       |             |             |             | 1        | 5        | 6        |        |        | 13    | 4     | 3   | -27  | 0,17 | -6   |
| Zanetti Lucrezia      | 6       | 5       |         | 6   | 54   | 2     |       | 3         | 8         | 37,5      | 0         | 1         | 0,0       |             |             |             | 1        | 4        | 5        |        |        | 5     | 1     |     | -1   | 0,50 | -4   |
| Morabito Benedetta    | 18      | 8       |         |     | 31   | 3     |       | 0         | 3         | 0,0       |           |           |           |             |             |             | 2        |          | 2        |        |        | 1     | 3     |     | -2   | 0,00 | 2    |
| Vaccaro Giada         | 7       | 1       |         |     | 5    |       |       |           |           |           |           |           |           |             |             |             |          |          |          |        |        |       |       |     |      | 0,00 |      |
| Vinci Chiara Teresa   | 14      |         |         |     |      |       |       |           |           |           |           |           |           |             |             |             |          |          |          |        |        |       |       |     |      | 0,00 |      |
| Quadarella Virginia   | 4       |         |         |     |      |       |       |           |           |           |           |           |           |             |             |             |          |          |          |        |        |       |       |     |      | 0,00 |      |
| Vicario Federica      | 4       |         |         |     |      |       |       |           |           |           |           |           |           |             |             |             |          |          |          |        |        |       |       |     |      | 0,00 |      |